# الجمعية السعودية للدراسات الاجتماعية
الجمعية السعودية للدراسات الاجتماعية، هي جمعية سعودية هدفها تنمية المعرفة العلمية والمهنية والبحثية، لتلبية حاجة المواطنين في هذا المجال.
تسعى الجمعية لتلبية احتياجات الاكاديميين والباحثين والمهنيين لتوحيد جهودهم، ودعم النشر والبحث العلمي وإتاحة الفرص التدريبية والعمل على التطوير المهني المستمر، كما تقوم الجمعية بنشر العديد من البحوث العلمية بواسطة مجلة الجمعية والتي تعرف باسم مجلة الدراسات الاجتماعية السعودية وهي الكترونية تنشر باللغة العربية والإنجليزية.

## الاشتراكات الأكاديمية
يمكن اشتراك:
- الطلاب، الباحثين والمهتمين بالدراسات الاجتماعية.
- المعاهد، الأقسام العلمية، الكليات، الجامعات، الجمعيات العلمية، المنظمات التعليمية.